# 一萬公里的約定
《一萬公里的約定》（英語：10,000 Miles）是一部2016年臺灣愛情冒險電影，為周杰倫首次擔任監製的電影，並邀請超級馬拉松選手林義傑擔任共同監製，由曾獲坎城影展肯定的華裔好萊塢新銳導演洪昇揚執導，賴雅妍、黃遠、樂樂主演。描述故事主角小崇為了達成以晴教練的夢想，展開一萬公里的長征。
2015年5月11日，於台北花園大酒店舉行電影開拍記者會，記者會上首度曝光炫目特效前導影片，預計2016年12月16日全球同步上映。
監製周杰倫表示與洪昇揚素不相識，只是因為看了洪昇揚之前執導的科幻電影預告，驚訝他能用2百萬美金（約6千萬台幣）預算拍出好萊塢大片質感，才會動念合作；因此升格擔任監製，並幫忙牽線林義傑共同擔任監製，拍攝一部極地跑步的故事。洪昇揚則表示想讓全世界都看到台灣，所以選擇這樣的題材。
電影消息公布後，許多影迷提出“為何英文片名是10,000 Miles(英哩)，而非公里的英文Kilometers呢”，對此官方粉絲專頁所提出的解釋是“Miles的另一個意思也代表旅程”，為了更符合劇情內容，故英文片名取為10,000 Miles。

## 劇情簡介
個性固執又不服輸的高中生小崇，放話要挑戰哥哥阿軒參加的田徑隊，沒想到被電的一蹋糊塗，讓他感到崩潰的是之後都要被迫跟著以晴學姊練習，以晴出了名的嚴格，白目學弟對上認真學姐，練習過程中兩人天天上演你不要我做，我偏要做的幼稚對決。
經過每天的朝夕相處，兩人關係越來越親密，但最後卻因為突如其來的事件被迫分開，為了挽回以晴的心，小崇踏上了危險的旅途，究竟小崇、以晴能不能跨越彼此之間的鴻溝？能不能守住青春裡最刻苦銘心的約定？

## 演員
| 演員          | 角色         | 介紹         |
| 黃遠          | 方崇宇       | 田徑選手     |
| 賴雅妍        | 周以晴       | 田徑教練     |
| 王大陸        | 阿軒         | 小崇的哥哥   |
| 樂樂          | 小米         | 周以晴的女兒 |
| 杰克·诺斯沃迪 | Charlie      |              |
| 周杰倫        | 小倫         | 客串         |
| 樊光耀        | 潘教練       |              |
| 龍劭華        | 方崇宇父親   |              |
| 盧惠光        | 怪醫         |              |
| 廖峻          | 雜貨店老闆   |              |
| 澎澎          | 雜貨店老闆娘 |              |
| 李至正        | 以晴主治醫師 |              |
| 翁寧謙        | 女助手       |              |
| 郭秩嘉        | 童年的方崇宇 |              |
| 沈昶宏        | 童年的阿軒   |              |
| 徐麗雲        | 孤兒院院長   |              |
| 陳建合        | 孤兒院郵差   |              |
| 王仁千        | 骨科醫師     |              |
| 黃棨雋        | 計程車乘客   |              |
| 簡莉紋        | 小珂         | 阿軒老婆     |
| 王道南        | 小珂父親     |              |
| 江少儀        | 小珂母親     |              |
| 鄭秉宏        | 小胖         |              |
| 王麗雅        | 女選手       |              |
| 楊啟仁        | 牧師         |              |

## 製作
《一萬公里的約定》籌備近兩年，投入上億資金，全片於2015年5月13日在台灣金瓜石開拍，並將橫跨亞洲、美洲、中亞及絲路等地實景拍攝極地美景。全片接近好萊塢規格，請到曾執行過《鋼鐵人》、《魔戒》等好萊塢大片的特效團隊，加入製作片中的特效部份，預計也將請好萊塢演員參與演出，目前正在洽談中。
賴雅妍在片中擔任黃遠「超級馬拉松」教練，拍攝前和黃遠接受林義傑的魔鬼訓練。黃遠訓練過程中一度累到吐了，形容林義傑像是「美國隊長」，跑多遠都不會覺得累。賴雅妍同樣苦不堪言，首次訓練3個小時幾乎沒有停歇，回到家立刻就「鐵腿」，起床花10分鐘才能下床，靠著爸爸配的舒展筋骨的中藥才復原。

## 拍攝地點
該片於台中市多處拍攝，包括：秋紅谷公園、東豐自行車綠廊、東海大學路思義教堂、台糖月眉觀光糖廠、市民廣場公共電話亭、高美濕地、草悟道等等。臺中市政府也給予該片500萬元輔導金及拍攝支援。

## 聯名
一萬公里的約定電影發布會以及首映會上，與知名品牌斜角巷（页面存档备份，存于）跨界聯名，推出電影限定版的光飲系列：北極光、晨曦、小任性、初心等四支飲品，因為外型亮麗獨特，並與電影中追求希望與幸福，堅持不懈的精神符合，因此一推出即大受好評。